# Gent-Wevelgem 2020
De wielerwedstrijd Gent-Wevelgem werd in 2020 gehouden op zondag 11 oktober onder de benaming Gent-Wevelgem in Flanders Fields. De wedstrijd kende zowel een mannen als vrouwen editie. Voor beide koersen was Ieper de startplaats en Wevelgem de aankomstplaats. Bij de mannen won Mads Pedersen uit Denemarken en bij de vrouwen won Jolien D'hoore uit België.

## Mannen Elite
De 82e editie van deze wielerwedstrijd voor de mannen maakte deel uit van de UCI World Tour 2020. Titelhouder was de Noor Alexander Kristoff en hij werd opgevolgd door de Deen Mads Pedersen.

### Uitslag
| Plaats  | Naam                 | Ploeg                 | Tijd     |
| ------- | -------------------- | --------------------- | -------- |
| Winnaar | Mads Pedersen        | Trek-Segafredo        | 5u19'20" |
| 2       | Florian Sénéchal     | Deceuninck–Quick-Step | z.t.     |
| 3       | Matteo Trentin       | CCC Team              | z.t.     |
| 4       | Alberto Bettiol      | EF Education First    | + 1"     |
| 5       | Stefan Küng          | Groupama-FDJ          | + 3”     |
| 6       | John Degenkolb       | Lotto Soudal          | + 4"     |
| 7       | Yves Lampaert        | Deceuninck–Quick-Step | z.t.     |
| 8       | Wout van Aert        | Team Jumbo-Visma      | + 7"     |
| 9       | Mathieu van der Poel | Alpecin-Fenix         | + 8"     |
| 10      | Dylan Teuns          | Bahrain McLaren       | + 1'40"  |
| 11      | Kasper Asgreen       | Deceuninck–Quick-Step | + 1'56"  |
| 12      | Luke Rowe            | Team INEOS Grenadiers | z.t.     |
| 13      | Florian Vermeersch   | Lotto Soudal          | z.t.     |
| 14      | Oliver Naesen        | AG2R La Mondiale      | + 2'04"  |
| 15      | Jempy Drucker        | BORA-hansgrohe        | z.t.     |
| 16      | Johan Jacobs         | Movistar Team         | + 2'06"  |
| 17      | Sep Vanmarcke        | EF Education First    | z.t.     |
| 18      | Mike Teunissen       | Team Jumbo-Visma      | + 2'13"  |
| 19      | Alexander Kristoff   | UAE Team Emirates     | + 3'02"  |
| 20      | Andrea Pasqualon     | Circus-Wanty Gobert   | z.t.     |

## Vrouwen Elite
De wedstrijd bij de vrouwen was de 9e editie en maakte deel uit van de UCI Women's World Tour 2020 in de categorie 1.WWT. De hele ploeg Alé BTC Ljubljana stond niet aan de start vanwege een positieve coronatest. Ook de titelhoudster, de Nederlandse Kirsten Wild, was afwezig wegens een positieve coronatest en kon haar titel niet verdedigen. Zij werd op de erelijst opgevolgd door Jolien D'hoore, de eerste Belgische winnares.

### Deelnemende ploegen
| World-Tourteams                    | UCI-teams               | UCI-teams              |
| ---------------------------------- | ----------------------- | ---------------------- |
| Alé BTC Ljubljana                  | Astana                  | Lotto Soudal Ladies    |
| Canyon-SRAM                        | Boels Dolmans           | Multum Accountants-LSK |
| CCC-Liv                            | Ceratizit-WNT           | NXTG Racing            |
| FDJ Nouvelle-Aquitaine Futuroscope | Chevalmeire             | Parkhotel Valkenburg   |
| Mitchelton-Scott                   | Ciclotel                | Paule Ka               |
| Movistar Team                      | Cogeas-Mettler          | Rally UHC Women        |
| Team Sunweb                        | Doltcini-Van Eyck Sport | Team TIBCO - SVB       |
| Trek-Segafredo                     | Team Hitec Products     | Valcar-Cylance         |

### Uitslag
| Plaats  | Naam                      | Ploeg                   | Tijd     |
| ------- | ------------------------- | ----------------------- | -------- |
| Winnaar | Jolien D'hoore            | Boels Dolmans           | 3u33'15” |
| 2       | Lotte Kopecky             | Lotto Soudal Ladies     | z.t.     |
| 3       | Lisa Brennauer            | Ceratizit-WNT           | z.t.     |
| 4       | Sarah Roy                 | Mitchelton-Scott        | z.t.     |
| 5       | Marta Cavalli             | Valcar-Travel & Service | z.t.     |
| 6       | Lauren Stephens           | Team Tibco              | z.t.     |
| 7       | Demi Vollering            | Parkhotel Valkenburg    | z.t.     |
| 8       | Elizabeth Deignan         | Trek-Segafredo          | z.t.     |
| 9       | Amy Pieters               | Boels Dolmans           | + 5”     |
| 10      | Elisa Longo Borghini      | Trek-Segafredo          | + 8”     |
| 11      | Lorena Wiebes             | Team Sunweb             | z.t.     |
| 12      | Christine Majerus         | Boels Dolmans           | z.t.     |
| 13      | Vittoria Guazzini         | Valcar-Travel & Service | z.t.     |
| 14      | Emma Norsgaard            | Paule Ka                | z.t.     |
| 15      | Ilaria Sanguineti         | Valcar-Travel & Service | z.t.     |
| 16      | Hannah Barnes             | Canyon-SRAM             | z.t.     |
| 17      | Karlijn Swinkels          | Parkhotel Valkenburg    | z.t.     |
| 18      | Maria Giulia Confalonieri | Ceratizit-WNT           | z.t.     |
| 19      | Jelena Erić               | Movistar Team           | z.t.     |
| 20      | Jeanne Korevaar           | CCC-Liv                 | z.t.     |

1934 · 1935 · 1936 · 1937 · 1938 · 1939 · 1940 · 1941 · 1942 · 1943 · 1944 · 1945 · 1946 · 1947 · 1948 · 1949 · 1950 · 1951 · 1952 · 1953 · 1954 · 1955 · 1956 · 1957 · 1958 · 1959 · 1960 · 1961 · 1962 · 1963 · 1964 · 1965 · 1966 · 1967 · 1968 · 1969 · 1970 · 1971 · 1972 · 1973 · 1974 · 1975 · 1976 · 1977 · 1978 · 1979 · 1980 · 1981 · 1982 · 1983 · 1984 · 1985 · 1986 · 1987 · 1988 · 1989 · 1990 · 1991 · 1992 · 1993 · 1994 · 1995 · 1996 · 1997 · 1998 · 1999 · 2000 · 2001 · 2002 · 2003 · 2004 · 2005 · 2006 · 2007 · 2008 · 2009 · 2010 · 2011 · 2012 · 2013 · 2014 · 2015 · 2016 · 2017 · 2018 · 2019 · 2020 · 2021 · 2022 · 2023 · 2024
Lijst van beklimmingen
Tour Down Under ·
Great Ocean Road Race ·
Ronde van de Verenigde Arabische Emiraten ·
Omloop Het Nieuwsblad ·
Parijs-Nice · 
Strade Bianche ·
Ronde van Polen ·
Milaan-San Remo ·
Ronde van Lombardije ·
Critérium du Dauphiné ·
Bretagne Classic ·
Ronde van Frankrijk ·
Tirreno-Adriatico · 
BinckBank Tour ·
Waalse Pijl ·
Ronde van Italië ·
Luik-Bastenaken-Luik ·
Gent-Wevelgem ·
Ronde van Vlaanderen ·
Ronde van Spanje ·
Driedaagse Brugge-De Panne

afgelaste wedstrijden: Parijs-Roubaix ·
Ronde van Guangxi ·
Ronde van Catalonië ·
E3 BinckBank Classic ·
Dwars door Vlaanderen ·
Ronde van het Baskenland ·
Eschborn-Frankfurt ·
Ronde van Romandië ·
Ronde van Zwitserland ·
Clásica San Sebastián ·
RideLondon Classic ·
EuroEyes Cyclassics ·
GP Quebec ·
GP Montreal ·
Amstel Gold Race
 Cadel Evans Great Ocean Road Race ·
 Strade Bianche ·
 GP de Plouay ·
 La Course by Le Tour de France ·
 Ronde van Italië voor vrouwen ·
 Waalse Pijl ·
 Luik-Bastenaken-Luik ·
 Gent-Wevelgem ·
 Ronde van Vlaanderen ·
 Driedaagse Brugge-De Panne ·
 La Madrid Challenge by La Vuelta ·
 Bevrijdingsronde van Drenthe ·
 Trofeo Alfredo Binda-Comune di Cittiglio ·
 Ronde van Californië ·
 OVO Energy Women's Tour ·
 Ronde van Noorwegen ·
 PostNord Vårgårda WestSweden ·
 Boels Ladies Tour ·
 Amstel Gold Race
 Parijs-Roubaix ·
 Ronde van Guangxi ·
 Ronde van Chongming ·